# جونزویل (ورمانت)
جونزویل (به انگلیسی: Jonesville) یک منطقهٔ مسکونی در ایالات متحده آمریکا است که در Richmond واقع شده‌است. جونزویل ۹۹٫۰۶ متر بالاتر از سطح دریا واقع شده‌است.